# جيمس باركر جونز
جيمس باركر جونز (بالإنجليزية: James Parker Jones) هو محامي وقاضي أمريكي، ولد في 3 يوليو 1940 في تامبا في الولايات المتحدة.